# Xã Diamond, Quận Sebastian, Arkansas
Xã Diamond (tiếng Anh: Diamond Township) là một xã thuộc quận Sebastian, tiểu bang Arkansas, Hoa Kỳ. Năm 2010, dân số của xã này là 1.156 người.